# توماس کریستیانسن
توماس کریستیانسن (انگلیسی: Thomas Christiansen؛ زادهٔ ۱۱ مارس ۱۹۷۳) بازیکن فوتبال اهل اسپانیا است.
از باشگاه‌هایی که در آن بازی کرده‌است می‌توان به باشگاه فوتبال بارسلونا، باشگاه فوتبال اوساسونا، باشگاه فوتبال اسپورتینگ خیخون، باشگاه فوتبال بوخوم، باشگاه فوتبال پانیونیوس، باشگاه فوتبال راسینگ سانتاندر، باشگاه فوتبال بارسلونا بی، باشگاه فوتبال ویارئال، و باشگاه فوتبال هانوفر ۹۶ اشاره کرد.
وی همچنین در تیم‌های ملی فوتبال زیر ۲۱ سال اسپانیا و اسپانیا بازی کرده‌است.